# 九州産交バス松橋営業所
九州産交バス松橋営業所（きゅうしゅうさんこうバスまつばせえいぎょうしょ）は、九州産交バスの営業所の一つ。

## 所在地
熊本県宇城市松橋町松橋862
- 併設バス停：松橋産交

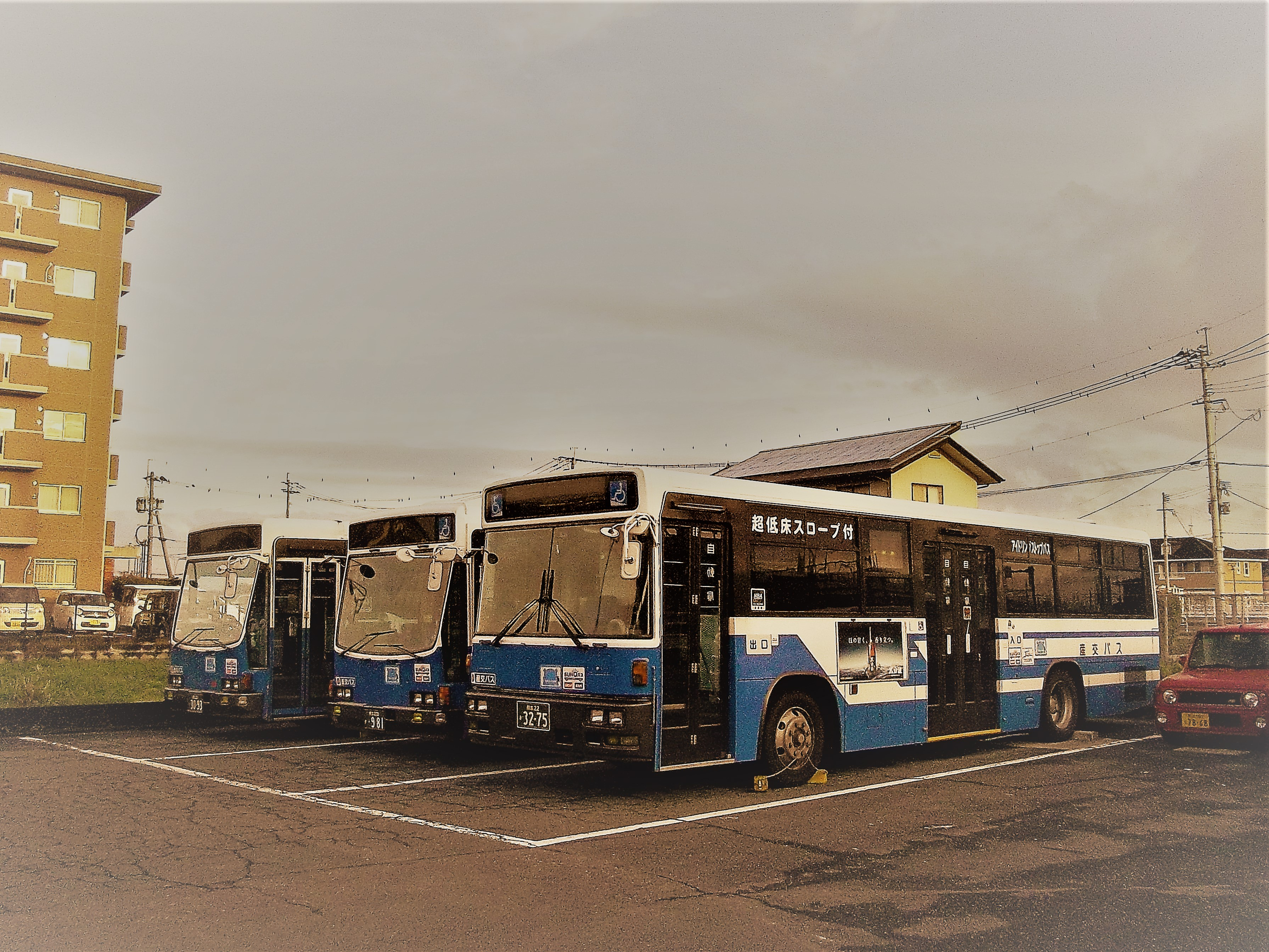
熊本市南区富合町にある国町駐車場

松橋営業所と別に九州産交バス管轄で熊本市南区富合町にある国町(こくちょう)駐車場に6台程、南区川尻町のリバグリーン八幡(やはた)に2台駐在しており、国町駐車場においては日中、天草営業所管轄（三角駐在）や八代営業所(直営)の車両も休憩に入る。
かつては産交バス併設時には宇城市小川町吹野に駐在車庫1台(海東車庫)を設けていたが、路線廃止と同時に駐在も廃止された。
2025年（令和7年）9月30日、利用者減による収益悪化および乗務員不足のため松橋営業所を閉鎖。同営業所構内併設で1965年（昭和40年）から使用している「松橋産交ターミナル」も同日閉鎖。窓口対応を含めたターミナル機能は松橋駅に移転予定。

## 担当路線
主に熊本市中心部と市南部（迎町・世安町・十禅寺町・平田町・日吉・近見町・南高江・元三町・野田・川尻町・富合町）、および熊本市南側の熊本都市圏（宇土市、宇城市不知火町・松橋町）の路線を担当する。国道3号線（大慈禅寺経由）、川尻市道、国町・宇土駅方面を経由する系統のほとんどが当営業所の管轄である。
かつては子会社の産交バス（旧：産交観光バス）も併設され、宇土市街地循環バス（行長しゃん号）や砥用方面へ向かうも路線も担当していたが、2023年6月の組織改編時に産交バスとしての機能は廃止され、担当していた路線は八代営業所へ移管した（但し、当営業所は九州産交バスのみの営業所としての機能は残留・存続の上で、産交バス八代営業所松橋車庫を併設している形となったため、車両と乗務員は引き続き駐在している）。また、当営業所の担当路線ではないが、産交バス天草営業所が運行する三角方面の路線も当営業所を発着点にしている。

### 運行系統
熊本都市圏路線車はアルファベット＋数字－（ハイフン）数字、八代市発着路線は独自の数字のみの案内番号付与されている。
★印は深夜バス運行路線（水道町発）。運賃は通常片道運賃の2倍。さくらカードは利用不可。金曜・土曜と祝前日が平日の場合のみ運行。金曜・土曜・祝前日が｢日曜・祝日ダイヤ」の場合は運行されない。

#### 松橋産交発着
| 路線名                              | 案内番号   | 運行区間 | 備考     |
| ----------------------------------- | ---------- | --- | -------- |
| 桜町BT線 （川尻バイパス・新道系統） | R3-5       | 松橋産交－ショッピングプラザ宇土－宇土駅東口－南田尻－緑川橋－大慈禅寺－元三町－熊農前－十禅寺町－迎町－桜町BT            |          |
| 県庁線 （川尻市道・旧道系統）       | K6-0 →R1-5 | 松橋産交－宇土駅－国町－合志町（川尻市道）－日吉校前－迎町－桜町BT－水道町－味噌天神前－水前寺公園前－県庁前－県会議事堂★ | [ 備 1 ] |

#### その他の担当路線
| 路線名                                    | 案内番号   | 運行区間 | 備考     |
| ----------------------------------------- | ---------- | --- | -------- |
| 川尻桜町線 （リバグリーン発着・国道系統） | R2-1       | リバグリーン八幡－岡町－くまもと工芸会館前－川尻駅前－南高江－下近見－上近見－十禅寺－世安町－日銀前－桜町BT                                                                   |          |
| 川尻桜町線 （国町駐車場発着・国道系統）   | R2-2       | 国町－緑川橋－杉島－加勢川橋－岡町－（以降はR2-1に同じ） |          |
| 川尻桜町線 （南区役所発着・国道系統）     | R3-3       | 南区役所－緑川橋－大慈禅寺－元三町－熊農前－十禅寺－世安町－迎町－日銀前－桜町BT                                                                                               |          |
| 宇土桜町線 （宇土駅発着・国道系統）       | R3-4       | 宇土駅東口－新幹線熊本総合車両所前－緑川橋－（以降はR3-3に同じ） |          |
| 川尻県庁線 （リバグリーン発着・市道系統） | K6-0 →R1-1 | リバグリーン八幡－川尻町（旧道・市道）－岡町－くまもと工芸会館前・川尻駅前－南高江－合志町－刈草－下近見－上近見－十禅寺－世安町－日銀前－桜町BT－味噌天神－県庁前－県会議事堂 | [ 備 2 ] |
| 川尻県庁線 （国町駐車場発着・市道系統）   | K6-0 →R1-2 | 国町－緑川橋－杉島－加勢川橋－川尻町（旧道・市道）－岡町－（以降はK6-0→R1-1に同じ）                                                                                            | [ 備 3 ] |

#### 関連路線
以下は当営業所では運行していないが、当営業所を発着または経由する路線。
| 路線名                  | 案内番号 | 運行区間 | 担当営業所         | 備考     |
| ----------------------- | -------- | --- | ------------------ | -------- |
| 松橋三角線              | 無番     | 松橋産交－宇城市不知火支所前－不知火温泉センター－松合－塩屋－三角病院入口－三角産交（三角駅前）                                         | 産交バス天草営業所 | [ 備 4 ] |
| 松橋八代線 （国道経由） | 4        | 松橋産交－豊福－イオンモール宇城－小川橋－宮原－八代IC前－宮地－八代駅前－出町－八代市役所前－八代宮前－東塩屋－ゆめタウン八代－八代産交 | 産交バス八代営業所 | [ 備 5 ] |
| 松橋八代線 （県道経由） | 5        | 松橋産交－松橋支援学校－鏡四つ角－八代市千丁支所入口－大村橋－出町－八代市役所前                                                         | 産交バス八代営業所 | [ 備 5 ] |
| 松橋宇土線              | 無番     | 松橋産交－松山－宇土駅前宇土駅前→松山→松橋駅→松橋産交                                                                                    | 産交バス八代営業所 | [ 備 6 ] |
| 松橋砥用線              | 無番     | 松橋駅－松橋産交－南田－松橋インター入口－糸石－堅志田新道－佐俣の湯－永富－砥用中央                                                     | 産交バス八代営業所 | [ 備 7 ] |

##### 過去の担当路線
かつては産交バス管轄路線において旧松橋営業所が併設されていた頃においては、一部に熊本市内への運用（松橋産交 - 済生会病院 - 東バイパス - 桜町BT線（案内番号K1－5）や、宇土本町 - 走潟農協前 - 天明総合支所前 - 野口町 - 桜町BT線（案内番号S4－5））もあったが、2021年8月1日のダイヤ改正を以って廃止され、うち案内番号K1－5においてはリバグリーン八幡発着に短縮の上、熊本営業所に移管された。
他にも明記されている路線以外にも下記の路線を運行していた。
- 海東線（松橋産交 - 小川駅 - 海東）

一部運行便は小川駅・海東間のピストン運行していた。2000年代半ばで廃止。
- 自動車運転試験場線（交通センター → 松橋産交 → 自動車運転試験場前）

松橋町にあった熊本県運転免許センターの自動車実技試験場があった関係で熊本市内からの平日早朝便が設定していた。2002年に菊陽町に移転で運用終了した。
- 松橋駅 - 堅志田 - 甲佐 - 小鹿

1972年12月に堅志田・小鹿間を廃止。産交バス路線廃止後は甲佐町役場・小鹿間は甲佐町営バスに運行を移行した。

## 車両
- 基本的に国産4メーカーすべて揃えているが、導入比率としては日野またはいすゞ車が多い。また、ノンステップ車両などの新車も続々導入している反面、九州産交バスの中では唯一古い年式の車両も在籍していたことでも知られていた（車齢20年以上の車両で時として熊本都市圏路線の運用にも入っていたが現在は廃車済み）。かつては三角営業所が本体直営の営業所だった1997年までは同営業所との共管路線だった松橋－三角線をはじめ、熊本市から三角町まで直通運用だった熊本－赤瀬－三角産交線も三角営業所と共管路線だった事もあり、松橋営業所で新車で導入した平成3年、5年、6年式の大型一般車両もこれらの長距離運用に就いていた。
- ノンステップ車両は、2008年以降日野・レインボーやいすゞ・エルガを導入している。九州産交バスの他の営業所に比べ、かなり遅い導入となった。また西東京バス・京王バス・京浜急行バス・新京成バス・横浜市交通局・西武バス・大阪市交通局・神戸市交通局からの移籍車両も導入しているが2024年時点では大阪市交通局からの移籍車両(10台中5両当営業所配置)は全廃、但し山鹿営業所配置車は全車在籍。
- かつて産交バス（旧：産交観光バス）松橋営業所併設時代は、以前は松橋－東バイパス－県庁－熊本線などの熊本市内運用向けに空港リムジンや貸切落としの中扉造設一般路線向け改造車や、その他熊本市内へは乗り入れない比較的道幅が狭い地域なども運行するために、九州産交グループの中で昭和60年代から平成初頭にかけて大量導入されたいすゞジャーニーKを中心とした中型車両での導入としていた。その他、海東線用に日野リエッセも保有していた。
  - 末期においては、いすゞジャーニーKの中で新規で数少ないトップドア車（No.2727）が2018年4月に八代営業所より転属してきた。トップドア車両は熊本市内では乗降に2ドアより時間を要する為、晩年までは県北、県南、天草地域で使用される事がもっともでありながら、使用路線は県庁線、走潟線といずれも産交バス（旧産交観光バス）管轄路線であるとは言え恐らくこのタイプで熊本市内を走るのは初であった。また砥用線では松橋営業所扱いの日祝日ダイヤ時や本務車都合時の予備車として使用された。尚、当該車両は親会社から西日本車体工業製のノンステップ中型ロング車1台（No.344）が移管されたことにより2020年秋に廃車された。

また、特例としては産交バス（旧産交観光バス）の管轄として松橋～砥用線があるが最近までほぼ大型車両で運用していた。(かつてはこの砥用線も熊本都市圏路線と同様に親会社の九州産業交通（現在の九州産交バス）所有であり、産交観光バスへの管轄移管は三角営業所が同社に全面移管したと同時である1997年であり、他の路線に比べ比較的遅かった。)
また、現在では熊本市内への運用がなく、地方のみで大型車だけの定期運用では九州産交グループ全域でもこの砥用線が最後であり、本来ならばこのようなローカル路線には中型車両や小型車両での運行がメインであるのに対して、この砥用線においては当該沿線地域在住の小中学生や、松橋駅で乗り換えによって宇城市や宇土市・八代市などへの通勤通学での利用者がもっとも多く、熊本都市圏路線並みの乗客輸送量を誇り、このため従来の中型車や小型車での輸送は困難により大型車両のみで運用しており、現在の車両は県外他事業者からの移籍車両2台（うち1台のワンステップ車は親会社から再移籍）を専属車両、親会社の自社発注車で移管されて来たノンステップの中型ロング車1台を不定期に使用していた。但し点検又は故障、松橋営業所扱いの日祝ダイヤの砥用線の一部では、通常は他路線で使用される中型車両（主にいすゞジャーニーKや三菱エアロミディMKなど）や小型車両（日野リエッセ・日野ポンチョ）で運用する事もあったが現在では中型ロング車のNo.344の廃車に伴い、中古車のいすゞエルガミオ及び自社発注車両の新車の日野レインボーに統一された。
かつての親会社の九州産業交通時代から現在まで砥用線は専用車両を使用しているが、親会社管轄時代、実態調査(乗降調査)を行う場合にその関連機器(整理券機、運賃箱等)を搭載した平成3年式の日野・ブルーリボン、平成5年式の三菱ふそう・エアロスターの2台の何れかが期間限定で砥用線に入っていた。またこの2台には新製後、後年に砥用線対策としてバックアイカメラを搭載されて運用に就いていた。また平成7年には数十年振りの砥用線専用の「新車」としていすゞ・キュービック(U-LV224M、No.2996)が配属されたが、管轄が当時の産交観光バスに移管後は専用車両を解かれて国町駐在車両になったが晩年の2008年秋に山鹿営業所へと転属後、2013年秋に大阪市交通局からの移籍車両と入れ替わりに運用離脱及び廃車になった。バックアイカメラは新製より搭載していた。
また砥用線は長年、九州産交で多く見られた中扉増設改造車の最後の活躍の場でもあった。(最後の改造車は旧空港線リムジンバス(日野ブルーリボンHU・型式P-HU236BA・平成1年式)からの転用車両2台で、晩年は1台は教習車へ転用されたが現在は2台とも廃車済)。
2023年6月の組織改編により産交バス松橋営業所廃止に伴い、砥用線も八代営業所管轄として予備車を含む使用車両4台も八代営業所へ転属という形となった。

### ギャラリー

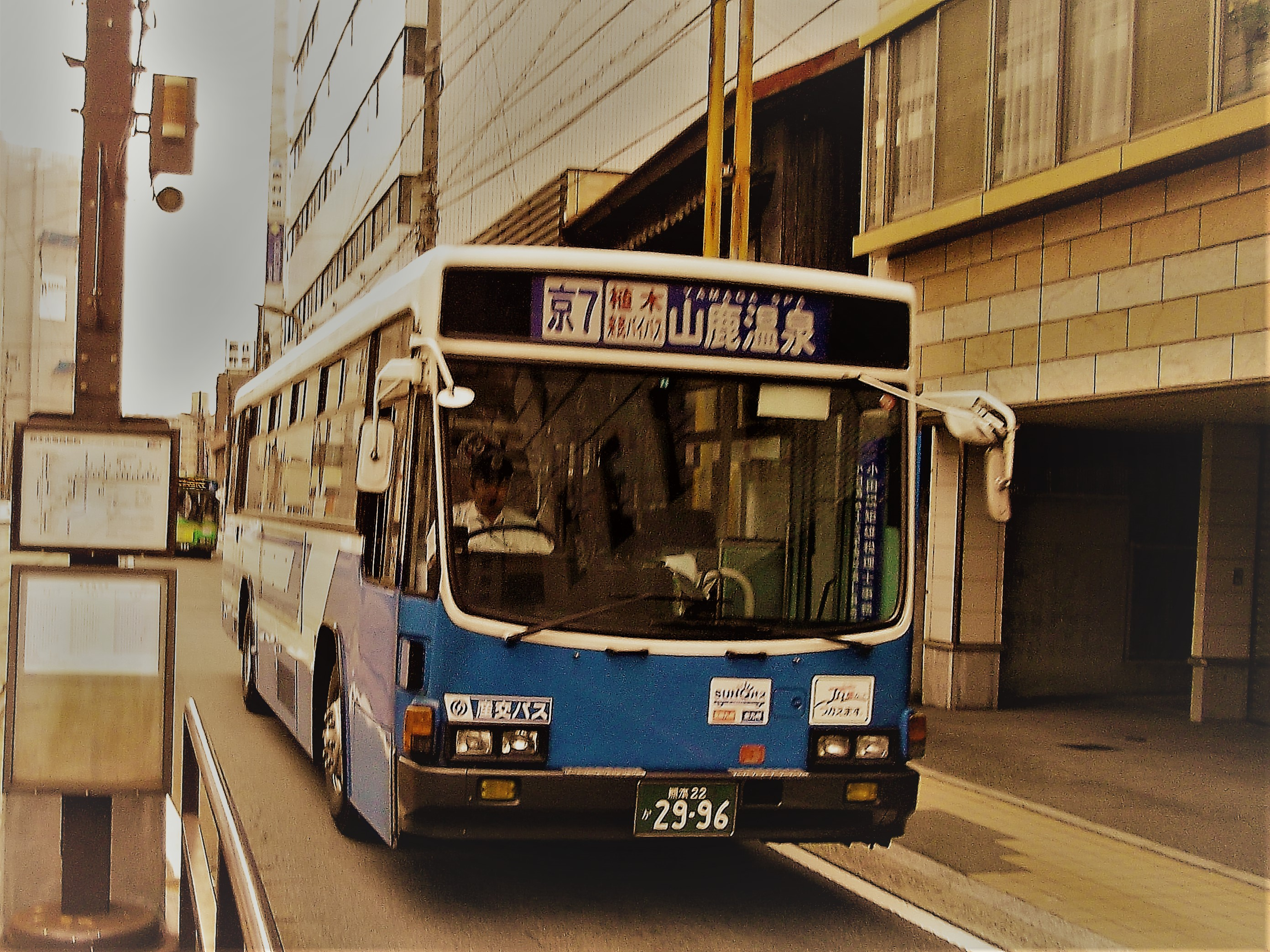
かつて砥用線で活躍した2996号車（95年式いすゞU-LV224Mキュービック）。2018年現在、砥用線最後の新車投入車である。写真は山鹿に転属後のもの（2012年）
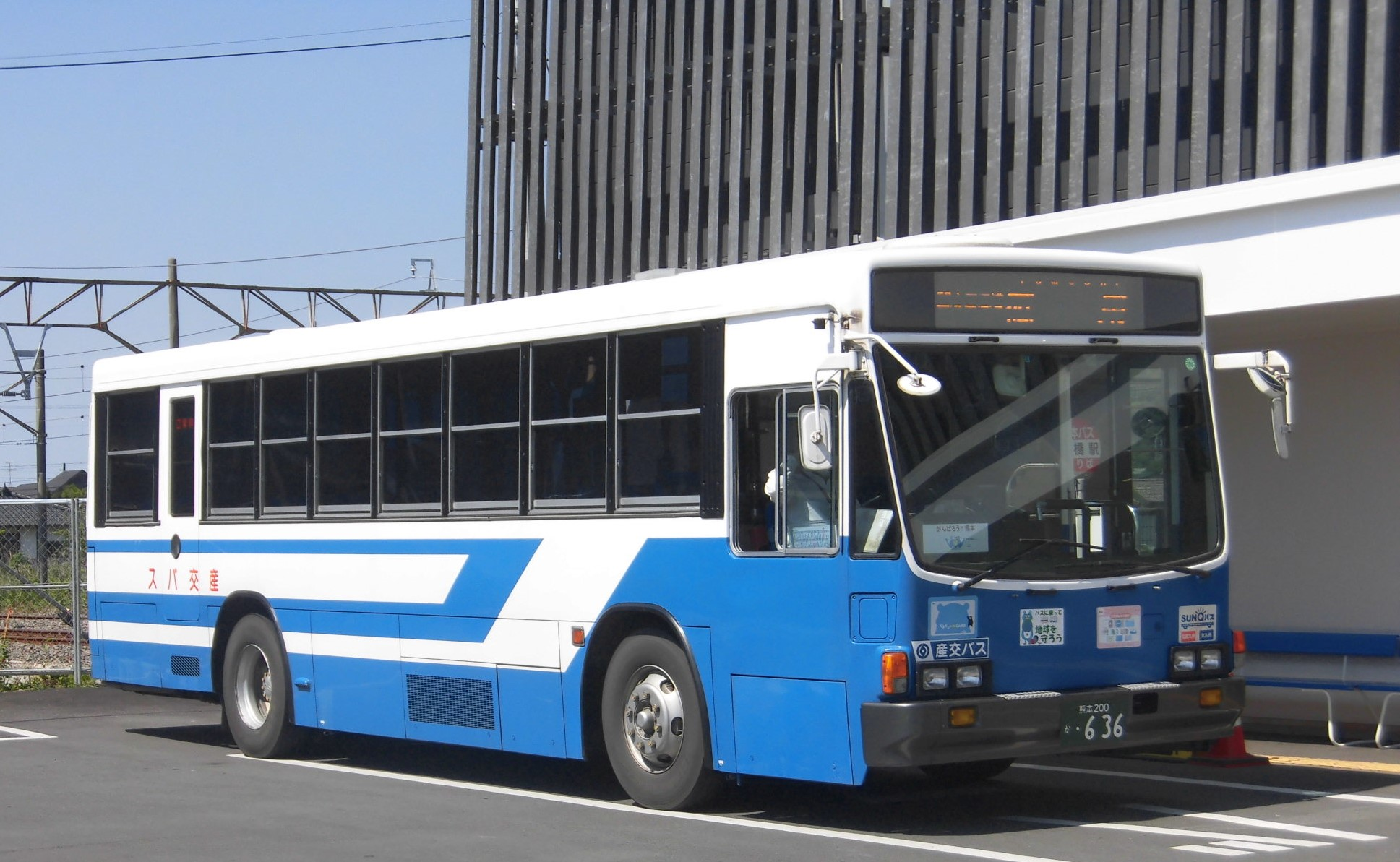
2019年まで使用された砥用線専用車のいすゞU-LV324Lキュービック（新京成バスからの移籍車、95年式）。後継車のワンステップ車もキュービックである。
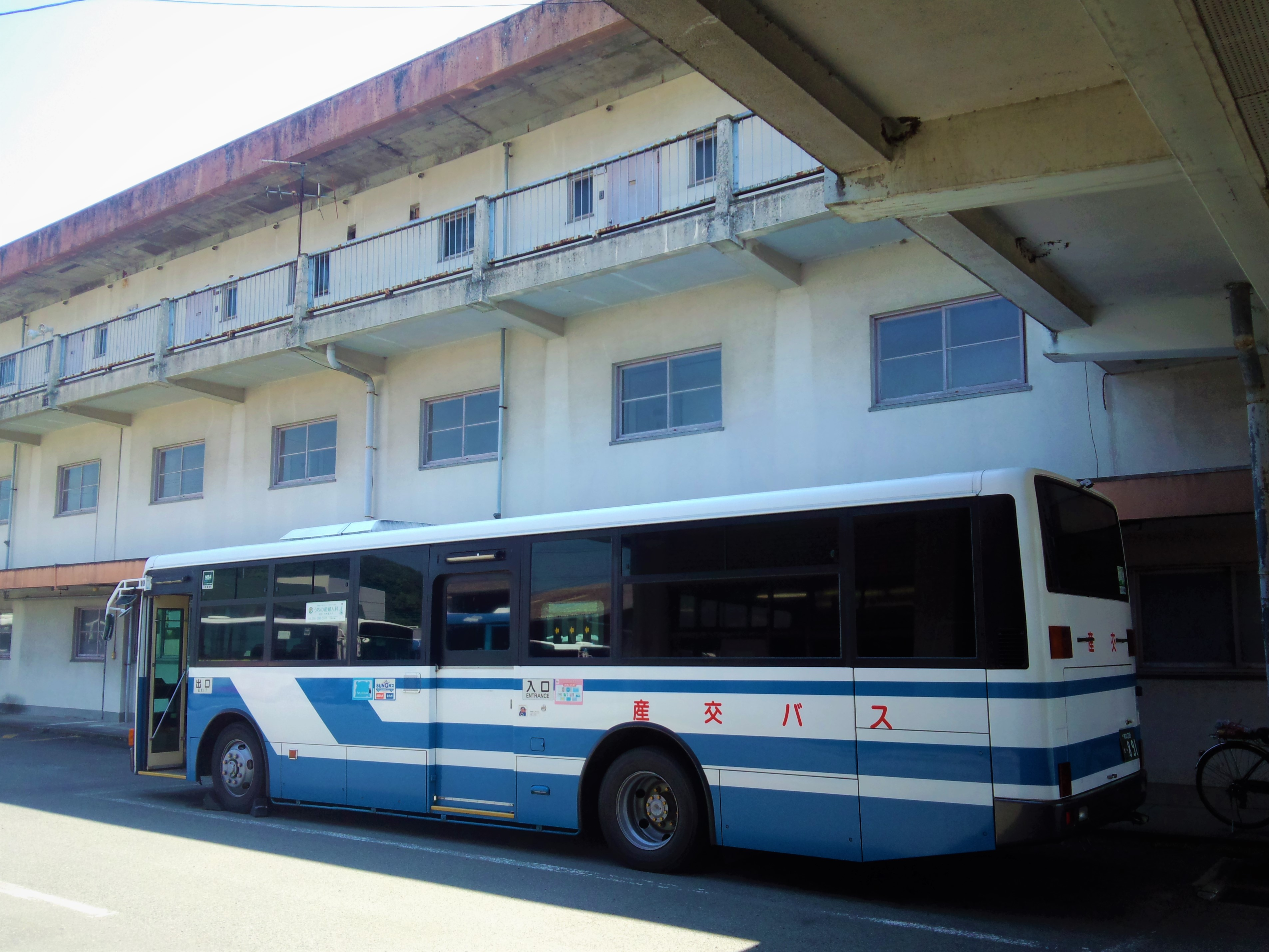
2021年現在砥用線専用車の三菱KC-MP317Mエアロスター（No.891。立川バスからの移籍車、99年式）
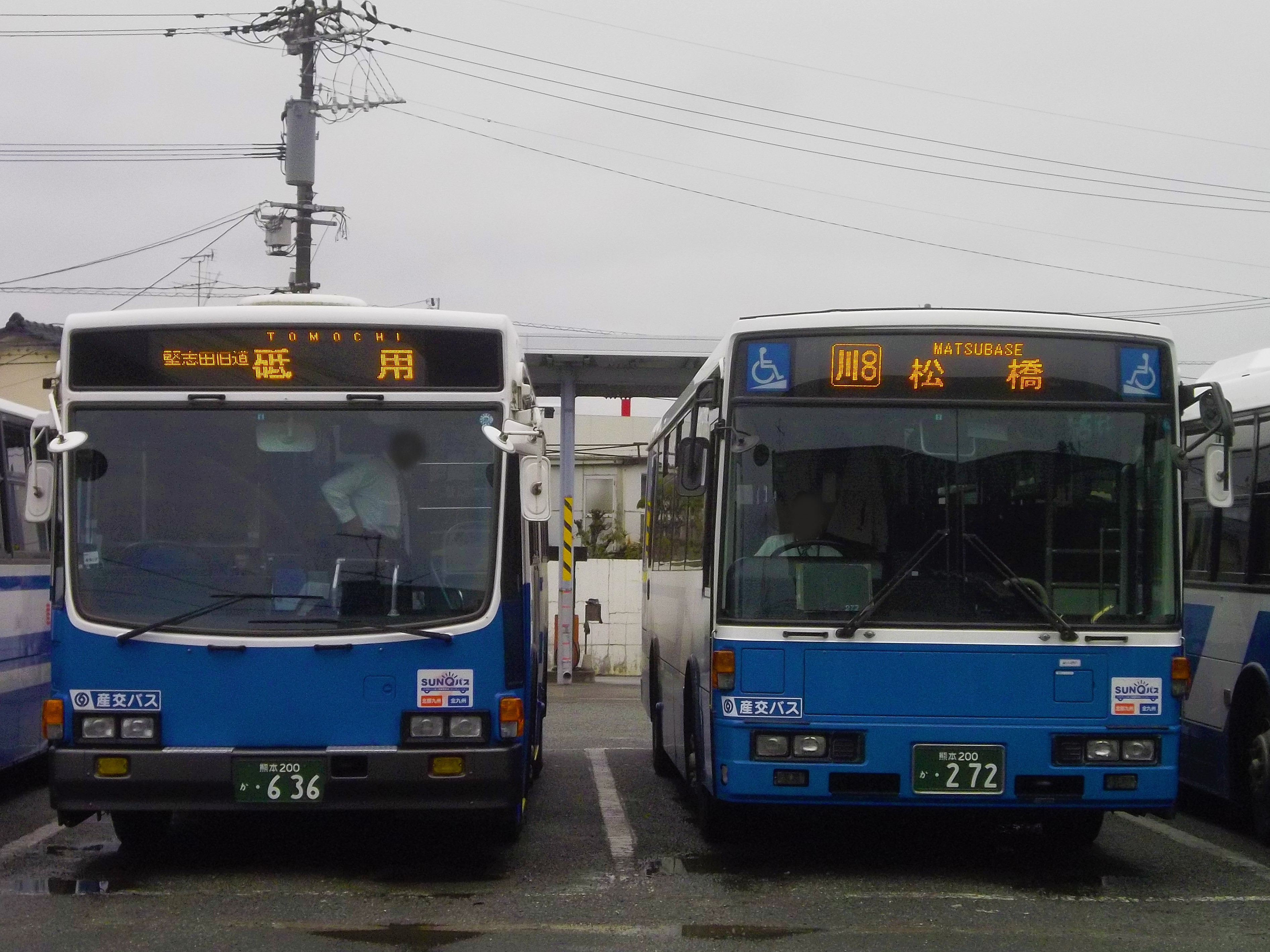
営業所で休む当時の砥用線専用車のU-LV324Lキュービック（左、No.636）。右は当営業所所属の03年式富士重工新7E車体のKL-LV280N1エルガ（No.272）
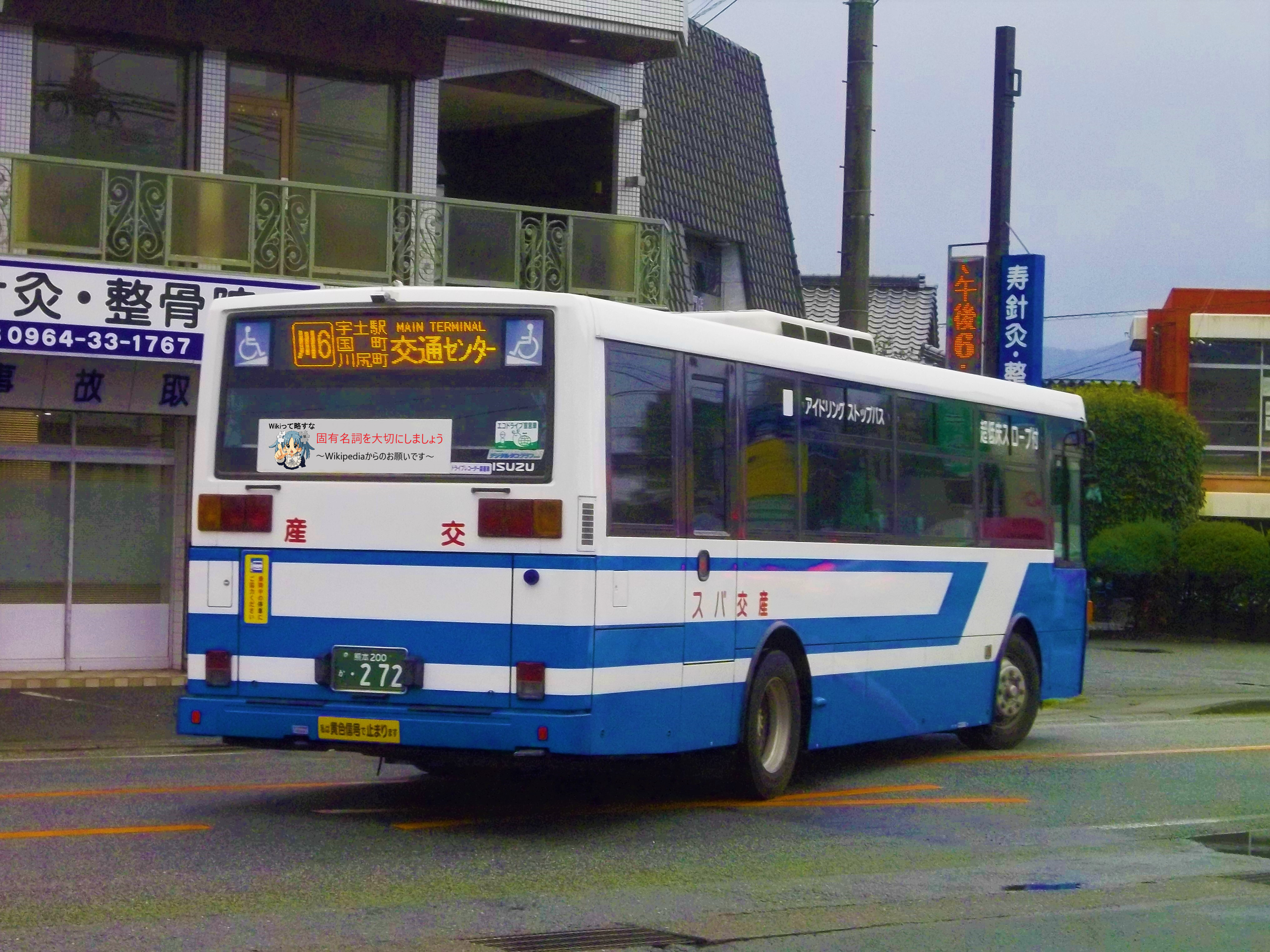
営業所を出る富士重工新7E車体のKL-LV280N1エルガ（No.272）
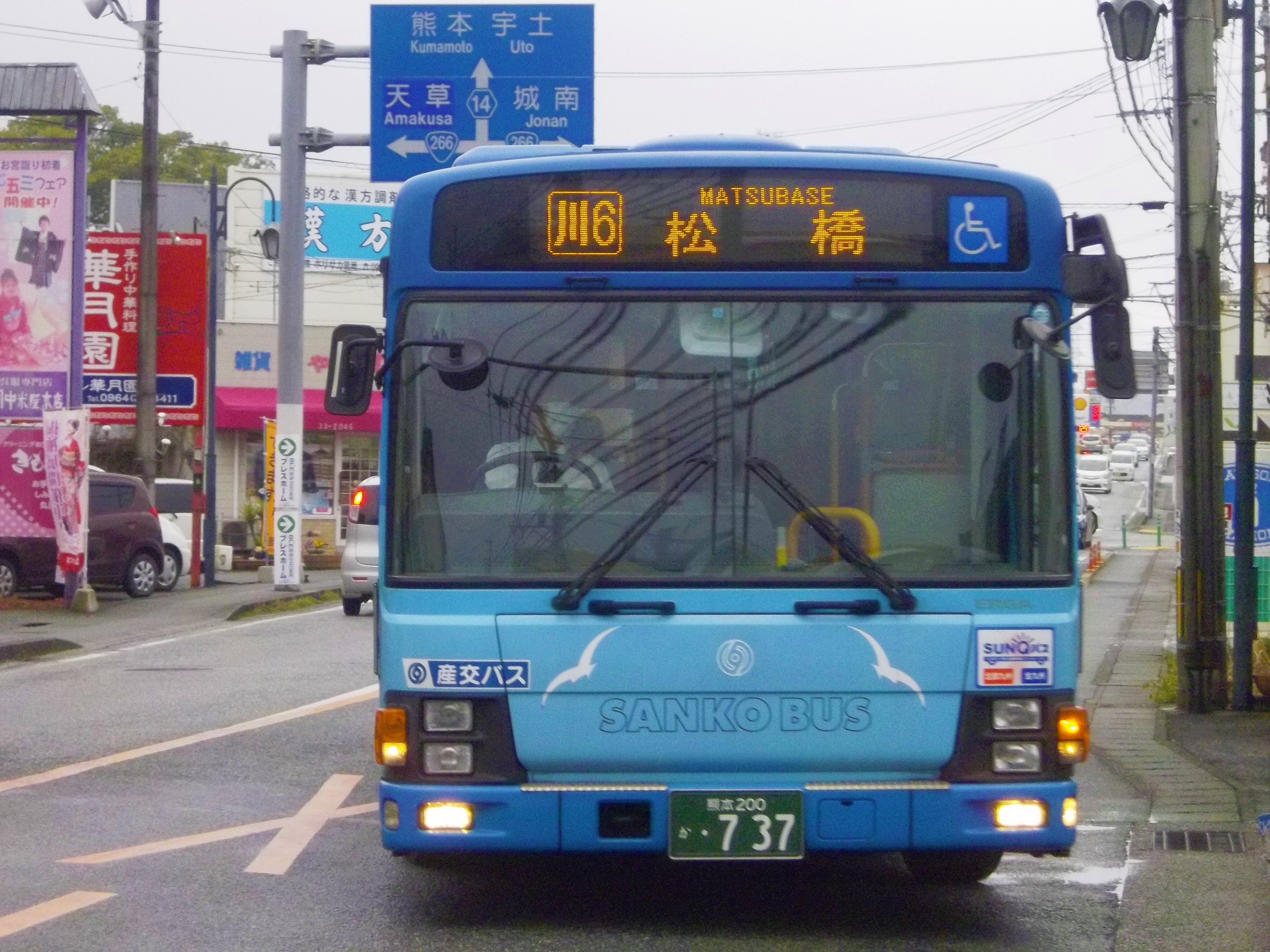
営業所に入るPKG-LV234N2エルガ（No.737）
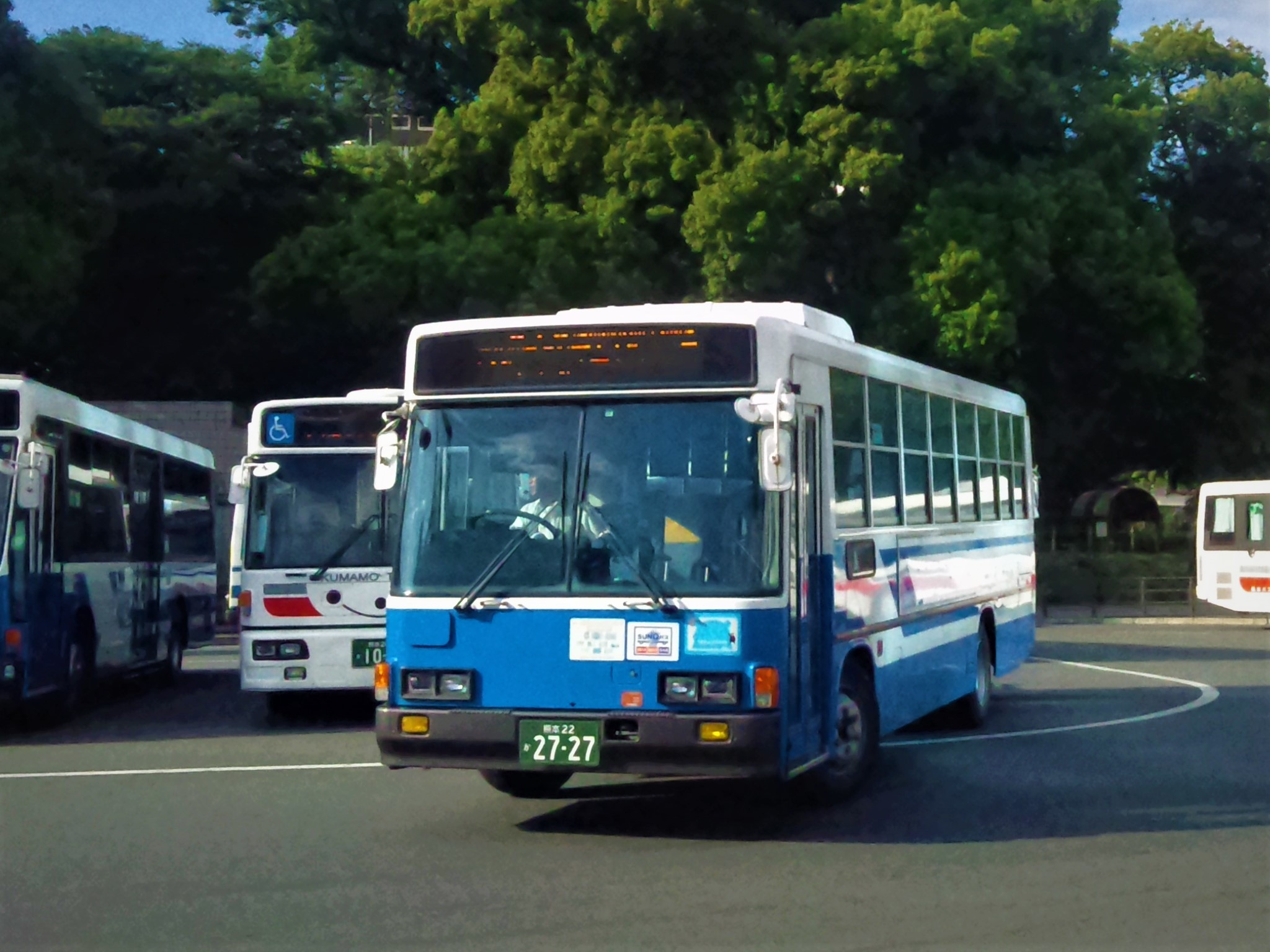
桜町の仮バスターミナルから出発する、2018年4月に八代営業所から転属してきたトップドアのいすゞU-LR332JジャーニーK（No.2727）

## 松橋産交停留所
この項目ではバスターミナルしての「松橋産交」発着便を表記。なお、熊本桜町バスターミナルは桜町BTに省略。
| 系統                         | 行先                                                         | 備考 |
| 宇土・熊本方面               | 宇土・熊本方面                                               | 宇土・熊本方面 |
| ---------------------------- | ------------------------------------------------------------ | --- |
| R1-5                         | 桜町BT・水道町・県会議事堂（宇土駅、国町、川尻市道経由)      | 平日朝の便、「宇土駅前」止まり便あり。                                                                                            |
| R3-5                         | 桜町BT（宇土駅東口、国道3号経由）                            | |
| 松橋駅・砥用・八代・三角方面 |                                                              | |
| 松橋砥用線                   | 松橋駅・宇土本町二丁目砥用中央（佐俣の湯経由）               | 松橋駅方面の平日・土曜始発便のみ松橋駅経由「宇土本町二丁目」行き 砥用方面の平日最終便と土曜始発便は「佐俣の湯」（施設内）は通過。 |
| 4                            | 八代産交（イオンモール宇城、宮原、八代駅前経由）             | |
| 5                            | 八代市役所（松橋支援学校、鏡四つ角、八代市千丁支所入口経由） | |
| 三角松橋線                   | 三角産交（不知火温泉センター、松合経由）                     | 日曜祝日運休 |

### 備考
1. ↑  松橋産交行きの案内番号はR1-5。　深夜系統は水道町が始発地（系統記号は同じ）。
2. ↑  川尻方面の案内番号は'R1-1
3. ↑  川尻方面の案内番号は'R1-2
4. ↑  現在は産交バス天草営業所（三角駐在車両）単独運行、以前は当営業所も運行していた。
5. ↑  現在は産交バス八代営業所（直営）単独運行、かつては当営業所も運行していた。
6. ↑  当営業所にて同一車両乗換なしで松橋八代線と接続（平日のみ）。
7. ↑  学生通学対策のため、平日・土曜ダイヤのみ1往復のみの宇土本町二丁目発着がある。砥用側の平日・土曜ダイヤ始発便と宇土本町二丁目側の平日ダイヤ最終便および土曜ダイヤの始発便「佐俣の湯」には経由しない。